# Nalacetus ratimitus
Nalacetus
Genre
Espèce
Nalacetus ratimitus est une espèce éteinte de Pakicetidae. Ce mammifère, de la taille d'un loup, est un des ancêtres des cétacés modernes.

## Référence
- (en) Thewissen & Hussain, 1998 : Systematic review of the Pakicetidae, Early and Middle Eocene Cetacea (Mammalia) from Pakistan and India. Bulletin of Carnegie Museum of Natural History, 34 p. 220-238.